# Pterygonema alatum
Pterygonema alatum är en rundmaskart som beskrevs av Gerlach 1954. Pterygonema alatum ingår i släktet Pterygonema och familjen Ceramonematidae. Inga underarter finns listade i Catalogue of Life.